# 1-je Banino
1-je Banino (ros. 1-е Банино) – wieś (ros. село, trb. sieło) w zachodniej Rosji, w sielsowiecie baninskim rejonu fatieżskiego w obwodzie kurskim.

## Geografia
Miejscowość położona jest nad Gniłowodczikiem (lewy dopływ Usoży w dorzeczu Swapy), 5 km od centrum administracyjnego sielsowietu (Czermosznoj), 4,5 km na północny wschód od centrum administracyjnego rejonu (Fatież), 37 km na północny zachód od Kurska, 6 km od drogi magistralnej (federalnego znaczenia) M2 «Krym» (część trasy europejskiej E105).
We wsi znajduje się 95 posesji.
Klimat
Miejscowość, jak i cały rejon, znajduje się w strefie klimatu kontynentalnego z łagodnym ciepłym latem i równomiernie rozłożonymi opadami rocznymi (Dfb w klasyfikacji klimatów Köppena).

## Demografia
W 2010 r. wieś zamieszkiwały 164 osoby.